# Valor eficaz
Em matemática, a raiz do valor quadrático médio ou RMS (do inglês root mean square) ou valor eficaz é uma medida estatística da magnitude de uma quantidade variável. Pode-se calcular para uma série de valores discretos ou para uma função variável contínua. O nome deriva do fato de que é a raiz quadrada da média aritmética dos quadrados dos valores. É um caso especial da potência média com o expoente p = 2.

## Definição
O RMS para uma coleção de N valores {x1, x2, ... , xN} é dado pela fórmula (1):
{\displaystyle (1)x_{\mathrm {rms} }={\sqrt {{1 \over N}\sum _{i=1}^{N}x_{i}^{2}}}={\sqrt {{x_{1}^{2}+x_{2}^{2}+\cdots +x_{N}^{2}} \over N}}}
Para uma função variável contínua f(t) definida sobre o intervalo  T1 ≤ t ≤ T2 o RMS é dado pela expressão:
{\displaystyle (2)x_{\mathrm {rms} }={\sqrt {{1 \over {T_{2}-T_{1}}}{\int _{T_{1}}^{T_{2}}{[f(t)]}^{2}\,dt}}}.}
O valor rms para uma função ao longo do tempo é:
{\displaystyle (3)f_{\mathrm {rms} }=\lim _{T\rightarrow \infty }\left({\sqrt {{1 \over {2T}}{\int _{-T}^{T}{[f(t)]}^{2}\,dt}}}\right).}
O RMS ao longo do tempo para uma função periódica é igual ao RMS de um período da função. O valor RMS de uma função ou sinal contínuos pode ser avaliado, tomando o RMS de uma série de amostras, igualmente espaçadas no tempo.

## Equações para calcular os valores RMS de formas de onda comuns
| Grandezas e Unidades: 't:' tempo em Segundos (s) 'f:' Frequencia em Hertz (Hz) 'a:' amplitude (valor de pico). Pode ser qualquer grandeza física, ex.: Corrente (Ampéres), Tensão (Volts), Força (Newtons), etc '%:' é a operação "Resto da divisão" Ex.: 10 / 3 = 3,333333... 10 % 3 = 0,3333333... | |                                        |
| Forma de Onda | Equação | RMS                                    |
| Senoide (pt-BR) / Sinusoide (pt-PT) | {\displaystyle y=a\sin(2\pi ft)\,}                                                                                          | {\displaystyle {\frac {a}{\sqrt {2}}}} |
| Onda Quadrada | {\displaystyle y={\begin{cases}a&((ft)\%1)<0.5\\-a&((ft)\%1)>0.5\end{cases}}}                                               | {\displaystyle a\,}                    |
| Senoide / Sinusoide e Modificada | {\displaystyle y={\begin{cases}0&((ft)\%1)<0.25\\a&0.25<((ft)\%1)<0.5\\0&0.5<((ft)\%1)<0.75\\-a&((ft)\%1)>0.75\end{cases}}} | {\displaystyle {\frac {a}{\sqrt {2}}}} |
| Onda "Dente-de-Serra" | {\displaystyle y=0.5-2a((ft)\%1)\,}                                                                                         | {\displaystyle a \over {\sqrt {3}}}    |

## Utilização
O valor eficaz de uma função é frequentemente usado na física e na eletrônica. Por exemplo, nós podemos calcular a Potência P dissipada por um condutor elétrico de resistência R.  Ela é fácil de se calcular quando uma corrente constante (I) percorre o condutor, que é simplesmente:
{\displaystyle (4)\qquad \qquad P=I^{2}R}
ou, considerando uma tensão eléctrica V, é aplicada a uma resistência R, fica:
{\displaystyle (5)\qquad \qquad P={V^{2} \over R}}
Mas e se a corrente é uma função I(t) que varia seu valor no tempo? É neste momento que se utiliza o valor eficaz. Neste caso, pode-se substituir o valor da corrente constante I pelo valor eficaz da função I(t) na equação acima para se obter a potência dissipada média, assim:
{\displaystyle (6)\qquad \qquad P=I_{\mathrm {rms} }^{2}R}
Alternativamente, se a tensão é uma função V(t) que varia seu valor no tempo, a potência dissipada média é dada pela equação:
{\displaystyle (7)\qquad \qquad P={V_{\mathrm {rms} }^{2} \over R}}
No caso comum da corrente alternada, quando I(t) é uma corrente senoidal, tal como se verifica na energia eléctrica distribuída na rede pública, o valor RMS é fácil de calcular a partir da equação (2) acima indicada.  O resultado é:
{\displaystyle (8)\qquad \qquad {I_{\mathrm {rms} }}={I_{p} \over {\sqrt {2}}}}
ou, no caso da tensão:
{\displaystyle (9)\qquad \qquad {V_{\mathrm {rms} }}={V_{p} \over {\sqrt {2}}}}
em que Ip  e Vp são os valores de pico (amplitude).
O valor RMS pode ser calculado usando a equação (2) para qualquer forma de onda, por exemplo, um sinal de áudio ou de rádio.  Assim, podemos calcular a potência média fornecida a uma carga específica. Por esta razão, as tensões indicadas em tomadas de energia e equipamentos eléctricos, (127V ou 220V) são os valores RMS e não os valores de pico (amplitudes).
No campo de áudio, potência média é frequentemente (e de forma errada) designada  potência RMS. Isto deve-se provavelmente derivado de Tensão RMS ou corrente RMS. Além disso, como o valor RMS implica alguma forma de valor médio, expressões como "potência RMS de pico", frequentemente utilizadas em anúncios de amplificadores de áudio, não têm qualquer significado.

## Relação entre média aritmética e desvio padrão
Se {\displaystyle {\bar {x}}} for a média aritmética e {\displaystyle \sigma _{x}} o desvio padrão de uma população, então:
{\displaystyle x_{\mathrm {rms} }^{2}={\bar {x}}^{2}+\sigma _{x}^{2}.}